# مستشفى النجاح الوطني الجامعي
مستشفى النجاح الوطني الجامعي مستشفى أهلي غير ربحي، وهو أحد المستشفيات التعليمية في فلسطين. تأسس عام 2013 بالشراكة مع كلّية الطبّ وعلوم الصحّة في جامعة النجاح الوطنية وافتتح عام 2014. يقع في المنطقة الجبلية الشمالية الغربية من مدينة نابلس، على المخرج المؤدي إلى بلدة عصيرة الشمالية.

## التأسيس
بدأت جامعة النجاح الوطنية ببناء مستشفى النجاح الوطني الجامعي عام 2008، وقامت بافتتاح المرحلة الأولى منه عام 2014 بسعة 127 سرير في مساحة تصل إلى 17,000 متر مربع، انطلقت أعمال البناء في المرحلة الثانية بداية عام 2018 لتكون بمساحة 65,000 متر مربع. عام 2019.
حصل المستشفى على شهادة اعتماد اللجنة الدولية المشتركة لجودة الخدمات الصحية في أغسطس 2020.

## الخدمات
يقدم المستشفى خدماته العلاجية من خلال أقسامه المختلفة، وهي:الأشعة، الأطفال، الأنسجة، الأنف والأذن والحنجرة، الأورام، التخدير والعناية المركزة وعلاج الآلام، التعقيم، التغذية، الجراحة العامة، الصيدلية، الطب الوقائي، الطوارئ، العلاج الطبيعي، العناية المركزة الباطنية والجراحية، القلب والقسطرة، الكلية الصناعية، المختبرات الطبية، المسالك البولية، المعهد الوطني لجراحة وزراعة القلب والرئتين، المناظير المرنة التشخيصية والعلاجية، جراحة الأعصاب والأوعية الدموية والعظام، زراعة النخاع العظمي، طب وجراحة العيون، كهرباء القلب. إضافة إلى ذلك، يقدم المستشفى باعتباره مستشفًا تعليميًا خدمات تعليمية لطلبة الجامعة، حيث يوفّر التعليم والرعاية الصّحية ويوفّر مساحة للبحث والتدريب الطبّي.

## انظر أيضًا

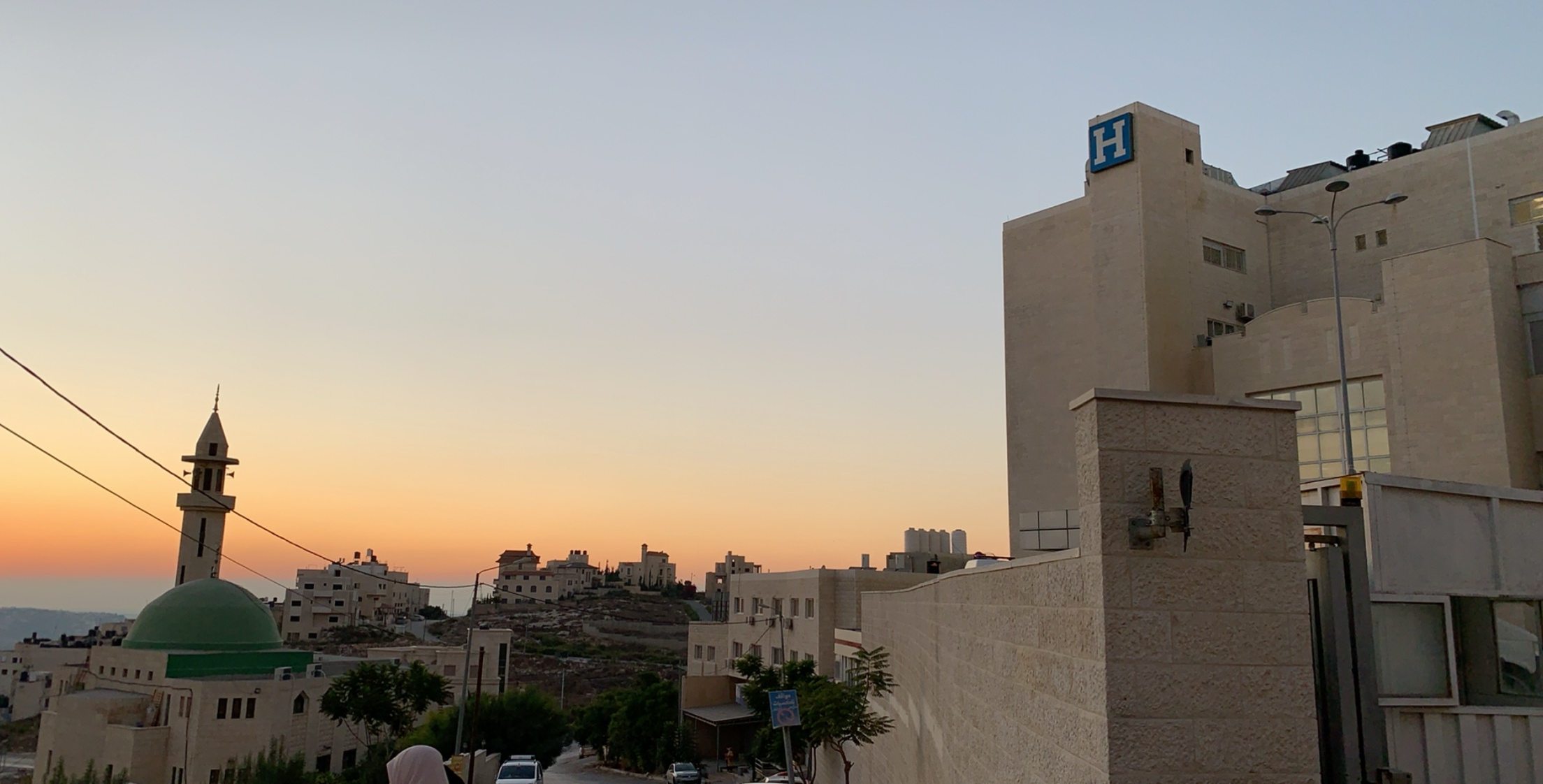
مستشفى النجاح الوطني الجامعي